# 러시아 국립광학연구원
러시아 국립광학연구원 혹은 바빌로프 국립 광학 연구소(러시아어: Государственный оптический институт)는 러시아 정부의 광학 연구소로, 물리학자인 세르게이 이바노비치 바빌로프의 이름을 따서 명명되었다. 이 연구소는 순수 광학과 응용 광학을 연구하며, 약어로는 GOI(ГОИ; 연방 광학 연구소)라고 불린다. 현재 러시아 상트페테르부르크에 위치하고 있다. 
1918년에 물리학자 드미트리 세르게예비치 로즈데스트벤스키의 제안으로 설립된 기관으로, 1932년까지 초대 이사를 맡게 된다 현재 연구소는 Rostec 휘하의 Shavabe Holding 의 일원이다.
이 연구소에서는 러시아 정찰 위성과 더불어 다양한 응용 분야에 사용되는 광학 시스템을 설계한다. 소련 시절에는 자이스 기술을 소련 유리에 맞게 설계한 주피터 렌즈 등을 개발하기도 하였으며, 광학 기술 저널(Научно-технический «ОПТИЧЕСКИЙ ЖУРНАЛ»)을 출판한다.

## 참고문헌
1. ↑  Dorfman, J. G. “Rozhdestvensky, Dmitry Sergeevich”. 《www.encyclopedia.com》. 2020년 8월 2일에 확인함.
2. ↑  “SI Vavilov State Optical Institute: Private Company Information”. Bloomberg. 2017년 8월 19일에 확인함.
3. ↑  “"Оптический журнал" электронная версия”. 《Opticjourn.ru》. 2017년 8월 19일에 확인함.